# Шако Полумента
Сакиб Полумента (Бијело Поље, 27. март 1968) црногорски је поп-фолк певач.

## Биографија
Сакиб Полумента је рођен 27. март 1968. године у Бијелом Пољу у муслиманској породици. Музиком је почео да се бави 1993. године и од тада је објавио 11 студијских албума и снимио велики број синглова. Током своје каријере сарађивао је са бројним музичарима, међу којима и са Весном Змијанац, Весном Ривас, Даром Бубамаром, Доном Арес, Дадом Полументом, Славицом Ћуктераш и Стојом. Данас живи и ствара у Подгорици.
Шако је стриц познатог певача Дада Полументе, коме је помогао да започне каријеру.

## Дискографија

### Студијски албуми
- Еј, судбино (1993)
- Дај мени грешнику (1995)
- У љубави сви смо грешни (1997)
- Аман, аман (1999)
- Од љубави ослепео (2000)
- Шако Полумента (2002)
- Увијек близу (2004)
- Карта за будућност (2006)
- Сањао сам сан... (2008)
- Херој (2011)
- Све је само трен (2015)

### Синглови и ЕП-ови
- Не гледај у моје очи (2011)
- Печат љубави (2014)
- Једно смо друго продали (2015)
- Хеј то, то (2016)
- Три на карте (2017)
- Bonjour (дует са Катарином Грујић) (2018)

### Компилације
- Најбоље до сада... (2005)[2]

### Спотови
| Спот                    | Година | Режисер                        |
| ----------------------- | ------ | ------------------------------ |
| Ех кад би ти            | 2002   | —                              |
| Љепша од ноћи           | 2008   | Харис Дубица                   |
| Како сам волио тебе     | 2008   | Харис Дубица                   |
| Свијетло у тами         | 2010   | LASSO                          |
| Година нова             | 2010   | Харис Дубица                   |
| Прича о теби            | 2012   | Харис Дубица                   |
| Краљ                    | 2012   | Харис Дубица                   |
| Женим се                | 2012   | Харис Дубица                   |
| Боље ми је              | 2014   | ByteFX Production              |
| Једно смо друго продали | 2015   | Мијо Марковић                  |
| Памук                   | 2016   | Харис Дубица                   |
| Хеј то, то              | 2016   | Харис Дубица,Ivan CODE         |
| Кишна ноћ/Хало, ја сам  | 2016   | Харис Дубица                   |
| Недостајеш              | 2017   | Иван Амић                      |
| Три на карте            | 2017   | Иван Амић                      |
| Странац                 | 2018   | Харис Дубица                   |
| Bonjour                 | 2018   | Харис Дубица                   |
| Баци ме                 | 2019   | Харис Дубица                   |
| Требаш ми               | 2019   | Ведад Јашаревић                |
| Цесте                   | 2019   | Шако Полумента, Адис Полумента |
| Јесење кише             | 2019   | Харис Дубица                   |
| Бијели цвијет           | 2020   | Миомир Илић                    |
| Tokyo                   | 2020   | Исидора Мијановић              |
| Крвна група             | 2022   |                                |
| Животе мој              | 2022   |                                |
| Снајка                  | 2022   | Харис Дубица                   |

## Фестивали
- 2024. Илиџа - Не дај срце да пати (Ревијално вече фестивала Златни микрофон)